# Необхідність і випадковість
Необхідність і випадковість — філософські категорії для позначення двох протилежних форм всезагального зв'язку між явищами дійсності. Необхідність відображає внутрішню закономірність у зв'язках між явищами, яка зумовлює їхнє існування, виникнення і зникнення. Необхідністю є те, що неодмінно має статися в даних умовах. Кожний об'єктивний закон розвитку природи або суспільства відбиває необхідний зв'язок між предметами і явищами об'єктивної дійсності. Випадковість виражає зовнішню зумовленість явищ, те, що може статися або не статися, відбутися так чи по-іншому.

## Критика опозиційності необхідності і випадковості
Радикальній критиці і переосмисленню опозиційність Н. і В. була піддана некласичною філософією в рамках неокантіанства (Баденськая школа про Н. як феномен, позбавлений онтологічного статусу), неопозитивізму (визнання в аналітичній філософії за Н. виключно логічного сенсу), історицизма (постдільтеївська традиція філософії історії, постулював неповторну унікальність історичної події як фундаментальної якості соціальності, що знімає саму можливість постановки питання про закони історії як необхідні детермінаційні зв'язки), а також 
соціологією (від «політичної арифметики» XVII століття. до методологічно експліцитного конструювання парадигми ймовірнісного прогнозу), загальною теорією систем (від Н. Вінера до І. Пригожина) і природознавством (від класичної статистичної фізики молекулярно-кінетичного рівня до фізики елементарних частинок; від концепції самоорганізованої і саморегульованої біологічної системи до генетики та ін.). Зафіксована у XX столітті принципова статистичність фундаментальних закономірностей природи та історії дозволяє конституювати сферу застосовності динамічних законів як окремий і екстремальний випадок протікання ймовірнісних процесів.